# Alocasia
Alocasia (Schott) G.Don è un genere di piante erbacee rizomatose della famiglia Araceae, comprendente circa 90 specie di piante originarie delle foreste tropicali dell'Asia sudorientale e dell'Australia.

## Descrizione

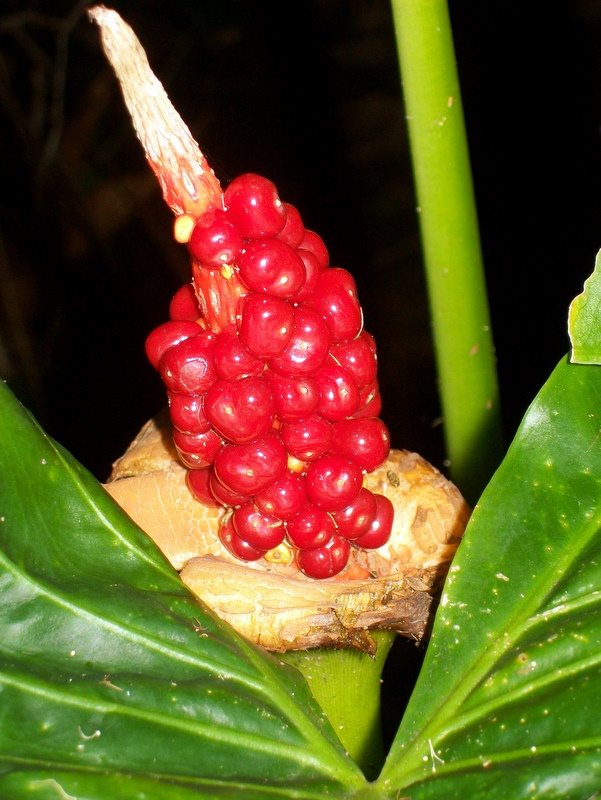
Frutti di Alocasia brisbanensis

L'aspetto generale è cespitoso, con un'altezza media oscillabile tra 1 e 2 metri, con eguale sviluppo in diametro.
Hanno foglie oblungo-ovate, grandi, peltate, sagittate o cuoriformi, dai colori metallici molto decorativi e appariscenti, portate da lunghi piccioli, spesso molto più lunghi della stessa foglia. Inoltre, le foglie, profondamente venate, presentano spesso delle screziature di colore viola-scuro o bronzo. Proprio in considerazione delle dimensioni, e della forma delle foglie, si deve il nome popolare di queste piante, note comunemente col nome di "orecchie di elefante".
I fiori sono piccoli e riuniti in una classica infiorescenza a spadice.

## Tassonomia
Il genere comprende le seguenti specie:
- Alocasia acuminata Schott
- Alocasia aequiloba N.E.Br.
- Alocasia alba Schott
- Alocasia arifolia Hallier f.
- Alocasia atropurpurea Engl.
- Alocasia augustiana L.Linden & Rodigas
- Alocasia azlanii K.M.Wong & P.C.Boyce
- Alocasia baginda Kurniawan & P.C.Boyce
- Alocasia balgooyi A.Hay
- Alocasia beccarii Engl.
- Alocasia boa A.Hay
- Alocasia boyceana A.Hay
- Alocasia brancifolia (Schott) A.Hay
- Alocasia brisbanensis (F.M.Bailey) Domin
- Alocasia cadieri Chantrier
- Alocasia celebica Engl. ex Koord.
- Alocasia chaii P.C.Boyce
- Alocasia clypeolata A.Hay
- Alocasia cucullata (Lour.) G.Don
- Alocasia culionensis Engl.
- Alocasia cuprea (H.Low ex Sankey) K.Koch
- Alocasia decipiens Schott
- Alocasia decumbens Buchet
- Alocasia devansayana (L.Linden & Rodigas) Engl.
- Alocasia evrardii Gagnep. ex V.D.Nguyen
- Alocasia fallax Schott
- Alocasia farisii Zulhazman, Norziel. & P.C.Boyce
- Alocasia flabellifera A.Hay
- Alocasia flemingiana Yuzammi & A.Hay
- Alocasia fornicata (Kunth) Schott
- Alocasia gageana Engl. & K.Krause
- Alocasia grata Prain ex Engl. & Krause
- Alocasia hainanica N.E.Br.
- Alocasia hararganjensis H.Ara & M.A.Hassan
- Alocasia heterophylla (C.Presl) Merr.
- Alocasia hollrungii Engl.
- Alocasia hypoleuca P.C.Boyce
- Alocasia indica (Lour.) Spach
- Alocasia infernalis P.C.Boyce
- Alocasia inornata Hallier f.
- Alocasia jiewhoei V.D.Nguyen
- Alocasia kerinciensis A.Hay
- Alocasia lancifolia Engl.
- Alocasia lauterbachiana (Engl.) A.Hay
- Alocasia lecomtei Engl.
- Alocasia lihengiae C.L.Long & Q.Fang
- Alocasia longiloba Miq.
- Alocasia macrorrhizos (L.) G.Don
- Alocasia maquilingensis Merr.
- Alocasia megawatiae Yuzammi & A.Hay
- Alocasia melo A.Hay, P.C.Boyce & K.M.Wong
- Alocasia micholitziana Sander
- Alocasia miniuscula A.Hay
- Alocasia montana (Roxb.) Schott
- Alocasia monticola A.Hay
- Alocasia navicularis (K.Koch & C.D.Bouché) K.Koch & C.D.Bouché
- Alocasia nebula A.Hay
- Alocasia nicolsonii A.Hay
- Alocasia nycteris Medecilo, G.C.Yao & Madulid
- Alocasia odora (G.Lodd.) Spach
- Alocasia × okinawensis Tawada
- Alocasia pangeran A.Hay
- Alocasia peltata M.Hotta
- Alocasia perakensis Hemsl.
- Alocasia portei Schott
- Alocasia princeps W.Bull
- Alocasia principiculus A.Hay
- Alocasia puber (Hassk.) Schott
- Alocasia puteri A.Hay
- Alocasia pyrospatha A.Hay
- Alocasia ramosii A.Hay
- Alocasia reginae N.E.Br.
- Alocasia reginula A.Hay
- Alocasia reversa N.E.Br.
- Alocasia ridleyi A.Hay
- Alocasia rivularis Luu, Nguyen-Phi & H.T.Van
- Alocasia robusta M.Hotta
- Alocasia salarkhanii H.Ara & M.A.Hassan
- Alocasia sanderiana W.Bull
- Alocasia sarawakensis M.Hotta
- Alocasia scabriuscula N.E.Br.
- Alocasia scalprum A.Hay
- Alocasia simonsiana A.Hay
- Alocasia sinuata N.E.Br.
- Alocasia suhirmaniana Yuzammi & A.Hay
- Alocasia venusta A.Hay
- Alocasia vietnamensis V.D.Nguyen & de Kok
- Alocasia wentii Engl. & K.Krause
- Alocasia wongii A.Hay
- Alocasia yunqiana Z.X.Ma, Yifan Li & J.T.Yin
- Alocasia zebrina Veitch ex J.Dix

Molto nota è Alocasia cuprea, specie rizomatosa originaria del Borneo e della Malaysia, caratterizzata da foglie ovato-oblunghe di circa 60 cm, portate da piccioli lunghi fino a 60–70 cm. La pagina superiore delle foglie presenta zone verde scuro intervallate a evidentissime nervature color verderame, mentre la pagina inferiore è violacea.
Una specie che in natura può raggiungere altezza fino a 4-5 metri è Alocasia macrorrhiza, dalle larghe foglie lucide, ovate, color verde brillante con venature più pallide, portate da piccioli fogliari lunghi anche due metri.
Alocasia sanderiana, proveniente dalle Filippine, ha foglie sagittate, color verde scuro, segnate da nervature dalla lucentezza metallica e da una marginatura argentata, ondulata e lobata.

## Propagazione
Per operare una riproduzione si possono dividere i rizomi o separare i tuberi in primavera. Nell'eseguire queste semplici, ma delicate operazioni, si deve fare attenzione, assicurandosi che ogni porzione sia provvista di almeno una gemma. Le eventuali ferite si devono cicatrizzare formando un leggero callo e, solo dopo che questo è presente, le piantine possono essere ripiantate in un buon terriccio mescolato con sabbia. Le annaffiature non devono essere abbondanti fino a che non si sono sviluppate le foglie.Si possono però anche propagare dal seme ma normalmente è più lento della propagazione da tubero.